# Tabernacolo Del Pugliese

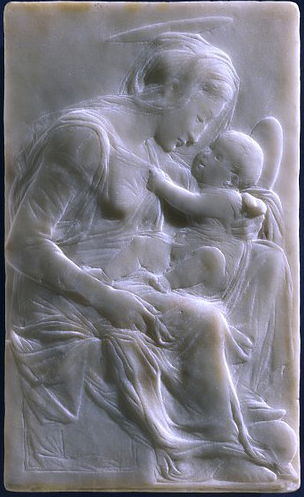
La Madonna Dudley (attr. Donatello)

Il Tabernacolo Del Pugliese è un dipinto a tempera su tavola (31x30 cm) di Fra Bartolomeo, databile al 1500 circa e conservato negli Uffizi di Firenze.

## Storia
L'opera è citata dal Vasari che la indica come dipinta per Piero Del Pugliese, che lo utilizzava per coprire una Madonna col Bambino di Donatello, forse la Madonna delle Nuvole a Boston (Janson) o, più probabilmente la Madonna Dudley al Victoria and Albert Museum di Londra (oggi attribuita da Francesco Caglioti a Donatello, dopo che per anni era stata attribuita erroneamente a  Desiderio da Settignano) o un rilievo perduto (Conti).
Quando lo storico aretino scriveva della Madonna si erano già perse le tracce e il tabernacolo si trovava nello scrittoio di Cosimo I. Nel 1589 l'opera era nella Tribuna degli Uffizi sistemata in quadretti a mo' di miniature, su cornici d'ebano.

## Descrizione e stile
Il tabernacolo chiuso mostra l'Annunciazione a monocromo e aperto la scena della Circoncisione e della Natività. Il gusto rimanda in più elementi alla pittura fiamminga, come il legno che nella scena della Natività appare proteso verso lo spettatore come se si proiettasse illusionisticamente fuori dalla tavola. Il paesaggio della Natività rimanda a esempi umbri, in particolare di Perugino, che d'altronde derivano a loro volta dalla pittura fiamminga di Hans Memling e altri.